# فرانك بارسون
فرانك بارسون (بالإنجليزية: Frank Barson)‏ (10 أبريل 1891 في المملكة المتحدة - 13 سبتمبر 1968 ببرمنغهام في المملكة المتحدة) هو لاعب كرة قدم بريطاني (وحمل سابقاً جنسية المملكة المتحدة لبريطانيا العظمى وأيرلندا) في مركز الوسط. شارك مع منتخب إنجلترا لكرة القدم. أما مع النوادي، فقد لعب مع أستون فيلا ومانشستر يونايتد ونادي بارنسلي ونادي ريل ونادي هارتلبول يونايتد ونادي واتفورد وWigan Borough F.C. ‏.

## وصلات خارجية
- فرانك بارسون على موقع قاعدة بيانات كرة القدم.إي يو (الإنجليزية)
- فرانك بارسون على موقع ناشيونال فوتبول تيمز (الإنجليزية)